# Временникъ Института Ставропигійского съ мѣсяцесловомъ
Временникъ Института Ставропигійского съ мѣсяцесловомъ — річник-календар (місяцеслов) Ставропігійського інституту, який виходив у Львові в 1864—1915 та 1922—1938 роках. У другій половині XIX ст. певний час був єдиним науковим щорічником москвофільського напряму.
Заснували часопис старійшина («сеніор») Ставропігійського інституту Йоахим Хоминський, член Інституту та професор Львівського університету Яків Головацький і член Інституту та професор гімназії Михайло Клемертович.

## Основні дані
Щорічник виходив один раз на рік, з календарем на наступний рік. У цьому розділі подано дані не роком фактичного видання, а роком, на який датований щорічник.
Редактор:
- Михайло Клемертович (1869—1873, 1890—1903)
- Онуфрій Лепкий (1874—1886)
- Еміліан Савицький (1887—1889)
- Пилип Свистун (1904, 1915)
- Петро Пилипець (1905)
- Володимир Луцик і Осип Мончаловський (1907)
- Василь Янчак (1908)
- Семен Бендасюк (1909)
- Степан Шах (1911—1912)
- Юліян Яворський (1923)
- З. Третяк (1923)
- Д. Ключник (1924—1925)
- Василь Ваврик (1927—1935, 1938)

Друк: друкарня Ставропігійського інституту, Львів.
Мова публікацій: «язичіє» до випуску на 1909 рік, відтак — російська.
Обсяг: від 78 до 352 сторінок.
Формат паперу: коливався від 21,5 см × 13,5 см до 24 см × 16 см.
Ціна примірника: 50 крейцерів (1864—1899), 1 корона (1900—1914).

## Тематика
Своєю метою часопис бачив висвітлення історії Ставропігійського інституту, публікацію «древніх грамот, актів і т. ін. зі свого багатого архіву», статей про вітчизняну історію, а також на церковні, побутові, громадські та політичні теми.
До 1930 року за структурою «Временникъ…» формально на календарну частину, різнотематичні матеріали, літературну частина.
Виходили наукові статті та матеріали з історії та інших соціогуманітарних дисциплін, зокрема церковної історії, літературні твори та інше. Вміщувалися праці про видатних українських учених, громадських, політичних і церковних діячів різних часів, в тому числі про М.Гарасевича (1893), Д.Зубрицького (1928), П.Конашевича-Сагайдачного (1891, 1893), К.Корнякта (1867, 1891), М.Красовського (1894), кн. Гальшку Острозьку (1932), І.Шараневича (1930), Й.Шумлянського (1897), Ю.Яворського (1933) та ін. Публікувалися документи і матеріали з укр. історії, зокрема листи (1867) та грамота (1893) кн. В.‑К.Острозького, патріарші грамоти, надані Львівському Ставропігійному братству (1869), документи з історії братства 1586—92 (1871) та з історії церкви в Галичині 16—18 ст. (1870), грамота про заснування кафедральної церкви в Станіславові (нині м. Івано-Франківськ; 1892) тощо. У виданні публікувалися численні статті і матеріали з історії Ставропігійського ін‑ту, зокрема у 1936—37 «Временник…» був виданий як «Юбилейный сборник в пам'ять 350‑летия львовского Ставропигиона». На сторінках «Временника…» друкувалися розвідки й матеріали Ф.Арістова, Д.Вергуна, Я.Головацького, А.Копистянського, А.Кралицького, А.Петрушевича, Ф.Свистуна, І.Шараневича та цілого ряду інших діячів науки й культури.
У виданні повідомляли, що тривала перерва (1915—1922) була спричинена «з одного боку загальною воєнною грозою і вимушеною евакуацією правління та членів Інституту в Росію, з іншого ж — тимчасовим захопленням останнього з боку вороже налаштованого до споконвічно-російського [в оригіналі: исконно-русского] характеру і духу т. зв. „української“ партії, яка підмінила владу зі всіма іншими видами і проявами його національно-культурного життя та роботи, також і його традиційне видання одним випуском свого тенденційного „Збірника“» (замітка «Отѣ редакціи» у випуску за 1922 рік).